# Parnassia simaoensis
Parnassia simaoensis là một loài thực vật có hoa trong họ Dây gối. Loài này được Y.Y. Qian mô tả khoa học đầu tiên năm 1997.